# Robert Krick
Robert Krick (* 7. Juni 1922 in Würzburg; † 24. Juni 2017 ebenda) war ein deutscher Verleger und Unternehmer.

## Leben
Robert Krick wurde in Würzburg geboren. 1941 wurde er zum Wehrdienst einberufen und absolvierte eine Flugzeugführerausbildung. Als Pilot der deutschen Luftwaffe war er vier Jahre an der Ostfront eingesetzt. Nach der US-amerikanischen Kriegsgefangenschaft in Bad Aibling gründete Robert Krick 1946 in Bad Kissingen ein Unternehmen für Wirtschaftswerbung. Dafür erhielt er von der amerikanischen Militärregierung per Dekret die Erlaubnis, als selbständiger Werbefachmann tätig zu sein. Nach der Währungsreform 1948 siedelte Robert Krick mit seinem Unternehmen nach Würzburg über. Mit der Gründung der Wirtschaftswerbung Krick und des Robert Krick Verlags legten er und seine Frau Margret Krick den Grundstein für die Krick Unternehmensfamilie. 1984 war Robert Krick Mitinitiator bei der Entwicklung des privaten Rundfunks in Würzburg. Im Jahr 2002 zog sich Robert Krick aus dem aktiven Tagesgeschäft zurück. Bis 2007 war er im Stiftungsrat des Bürgerspitals zum Heiligen Geist.

## Soziales Engagement
1992 gründete Krick mit seiner Ehefrau die Robert-und-Margret-Krick-Stiftung. „Die Stiftung hat den Zweck, Beiträge zu leisten zur Förderung der Jugend- und Altenhilfe, des öffentlichen Gesundheitswesens – vor allen Dingen der Krebsvorsorge – und des Wohlfahrtwesens zur Unterstützung hilfsbedürftiger Personen“, heißt es in der Stiftungsurkunde der Robert-und-Margret-Krick-Stiftung vom 7. Juni 1992. Mit Hilfe des Stiftungskapitals konnten in den letzten zwanzig Jahren erhebliche Beträge zur Unterstützung von karitativen Einrichtungen in der Stadt Würzburg zur Verfügung gestellt werden.

## Ehrungen
- 2002: Bayerischer Verdienstorden
- 2002: Ehrenbürgerrecht der Stadt Würzburg
- 2006: Bayerische Verfassungsmedaille in Gold
- 2011: Verdienstkreuz 1. Klasse des Verdienstordens der Bundesrepublik Deutschland